# Saint-Sulpice, Lot

Saint-Sulpice este o comună în departamentul Lot din sudul Franței. În 2009 avea o populație de 131 de locuitori.

## Evoluția populației
| An        | 1975 | 1982 | 1990 | 1999 | 2006 | 2009 |
| --------- | ---- | ---- | ---- | ---- | ---- | ---- |
| Populație | 124  | 116  | 126  | 109  | 127  | 131  |